# Milichiella lacteiventris
Milichiella lacteiventris är en tvåvingeart som beskrevs av Malloch 1931. Milichiella lacteiventris ingår i släktet Milichiella och familjen sprickflugor.